# Catostomus warnerensis
Catostomus warnerensis е вид лъчеперка от семейство Catostomidae. Видът е световно застрашен, със статут Уязвим.

## Разпространение
Разпространен е в САЩ.